# San Pablo del Monte (kommun)
San Pablo del Monte är en kommun i Mexiko.   Den ligger i delstaten Tlaxcala, i den sydöstra delen av landet, 110 km öster om huvudstaden Mexico City. Antalet invånare är 69 615. Arean är 64 kvadratkilometer.
Terrängen i San Pablo del Monte är platt åt sydväst, men åt nordost är den kuperad.
Följande samhällen finns i San Pablo del Monte:
- San Pablo del Monte
- San Isidro Buensuceso
- Tetzacual
- Xahuén Vargas